# تاريخ كندا
تاريخ كندا، وهي فترة بدأت منذ قدوم أسلاف الهنود من آسيا، وعبروا إليها قبل 20,000 عام عن طريق ممر أرضي كان يربط آسيا بأمريكا الشمالية في جهات ألاسكا. هؤلاء الآسيويون هم سكان كندا الأصليين، وقد تبع أولئك الإسكيمو.
ثم تلا ذلك الاكتشاف الأوروبي لكندا، والذي كان لفرنسا قصب السبق فيه؛ حيث أقامت لها مستعمرة في شرقي كندا في القرن السابع عشر، ومنها استطاع تجار الفراء الفرنسيون التوغل داخل الأراضي الكندية طلبًا لهذه التجارة، إلا أنه في عام 1763، تمكنت بريطانيا من السيطرة على معظم الأراضي الكندية، وتهيأت الظروف لهجرة أعداد كبيرة من الإنجليز لتلك الأراضي، حيث انضموا للمهاجرين الفرنسيين الذين سبقوهم. وفي عام 1867 تعاون الكنديون الناطقون بالفرنسية، والآخرون الناطقون بالإنجليزية في إنشاء مستعمرة موحدة عرفت بحكومة كندا استقلت عام 1931.

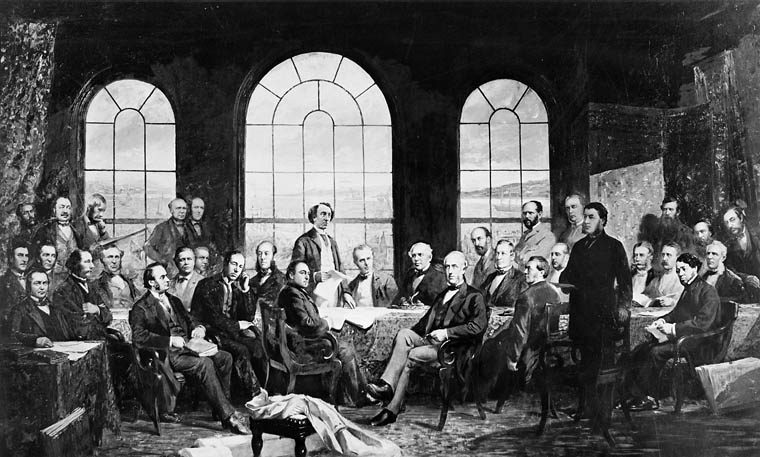
مؤسسو الاتحاد الكونفدرالي القادة الكنديون الذين خططوا لاتحاد المستعمرات الكندية البريطانية، وقادت خطتهم إلى قيام دولة كندا المستقلة تحت التاج البريطاني عام 1867م. جون. أ. ماكدونالد في الوسط، أصبح أول رئيس وزراء لهذه الدولة المستقلة.

اتسم تاريخ كندا على مداه بافتقار أهلها للوحدة؛ فالكنديون الفرنسيون في مقاطعة كويبك، كانوا في محاولة دائمة للحفاظ على ثقافتهم الفرنسية، ومعارضة لسياسات كندا القائمة على الأسس والتقاليد البريطانية، بل إن بعضهم كان يدعو وفي فترات إلى انفصال أهل كويبك، وجعلهم شعبًا قائمًا بذاته.

## الشعوب الأصلية

### مجتمعات السكان الأصليين
يبين الدليل الأثري والدليل الوراثي للسكان الأصليين أن أمريكا الشمالية والجنوبية آخر قاراتٍ هاجر إليها البشر. أثناء حقبة ويسكونسن الجليدية، منذ 50,000 إلى 17,000 عامٍ مضى، سمح انخفاض مستويات سطح البحر بتنقل الشعوب تدريجيًا عبر جسر يابسة بيرنغ (بيرنجيا)، من سيبيريا إلى شمال غرب أمريكا الشمالية. في تلك المرحلة، اعترضتهم صفيحة لورينتايد الجليدية التي غطت معظم كندا، وحصرتهم في ألاسكا ويوكون لآلاف السنين. تُعد التواريخ الدقيقة والمسارات المتبعة تمامًا لاستيطان الأمريكيتين موضوع نقاش مستمر.
قبل 16,000 عام، سمح الذوبان الجليدي بتحرك الشعوب عن طريق البر جنوبًا وشرقًا من خارج بيرنجيا، وإلى كندا. تحتوي جزر هايدا غواي ومسطحات أولد كرو وكهوف بلوفيش على بعضٍ من أقدم المواقع الأثرية لأسلاف الهنود في كندا. خلّفت مجتمعات الصيد وجمع الثمار من العصر الجليدي أدوات حجرية مثلمة على شكل رقاقات حجرية وبقايا ثديياتٍ كبيرة مذبوحة.
استقر مناخ أمريكا الشمالية نحو عام 8000 قبل الميلاد (قبل 10,000 عام). كانت الظروف المناخية مماثلة للأنماط الحديثة؛ ومع ذلك، كانت الصفائح الجليدية المنحسرة تغطي أجزاء كبيرة من الأرض، مشكلةً بحيراتٍ من المياه الذائبة. كانت معظم المجموعات السكانية خلال العصور القديمة من الصيادين وجامعي الثمار كثيري التنقل. إلا أن كل مجموعة بعينها بدأت تركز على الموارد المتاحة لها محليًا؛ وبالتالي مع مرور الوقت، وُجد نمط من التعميم المحلي المتزايد (كتقاليد حضارة القطب الشمالي القديمة والبلانو ومنطقة الماريتيم من العصر القديم).
يرجع تاريخ حقبة وودلاند الثقافية من نحو عام 2000 قبل الميلاد إلى عام 1000 ميلادي وسادت في أونتاريو وكيبيك والمقاطعات البحرية (الماريتيم). ميز استخدام الفخار ثقافة الوودلاند عن سكان المرحلة القديمة السابقة. صنّع شعوب أونتاريو اللورنتيون أقدم فخار استُخرج حتى اليوم في كندا.
ازدهر تقليد هوبويل، وهو ثقافة تخص السكان الأصليين، على ضفاف الأنهار الأمريكية من عام 300 قبل الميلاد إلى 500 بعد الميلاد. في أقصى امتداد له، ربط نظام تبادل هوبويل الثقافات والمجتمعات بالشعوب المستقرة على الشواطئ الكندية لبحيرة أونتاريو. يشتمل المصطلح الكندي لشعوب الهوبويل على مُجمعات رأس شبه الجزيرة وسوجين ولوريل.
كانت أراضي وودلاند الشرقية، التي أصبحت كندا، موطنًا لشعبي الألغونكوي والإيروكوي. يُعتقد بأن لغة الألغونكيين نشأت في الهضبة الغربية لآيداهو أو سهول مونتانا وانتقلت مع المهاجرين شرقًا، وامتدت في نهاية المطاف بمظاهر مختلفة على طول الطريق من خليج هدسون إلى ما هو اليوم نوفا سكوشا في الشرق وأقصى الجنوب حتى منطقة تايدووتر في فرجينيا.
شمل متحدثو اللغات الألغونكوية الشرقية مجموعتي ميكماك وأبيناكي من منطقة الماريتيم الكندية ومن المحتمل أيضًا مجموعة شعوب بيوتوك المنقرضة من نيوفاوندلاند. احتفظ الأوجيبوا ومتحدثون آخرون للغة الأنيشينابية التي تنتمي للغات الألغونكوية الوسطى على تراثٍ شفوي يفيد بانتقالهم إلى أراضيهم حول غرب ووسط البحيرات الكبرى من البحر، وعلى الأرجح من ساحل المحيط الأطلسي. وفقًا للتراث الشفوي، شكل الأوجيبوا مجلس النيران الثلاثة عام 796 ميلادي مع قبيلة الأوداوا (الأوتاوا) والبوتاواتومي.
تمركزت أمم الإيروكوي الخمسة من عام 1000 ميلادي على الأقل في شمال نيويورك، لكن تأثيرهم امتد إلى ما هو اليوم جنوب أونتاريو ومنطقة مونتريال في كيبيك الحديثة. تحدثوا اللغات الإيروكوية بلهجات مختلفة. تشكلت كونفدرالية الإيروكوي، وفقًا للتراث الشفوي، في عام 1142 ميلادي. بالإضافة إلى ذلك، كانت هناك شعوب أخرى ناطقة باللغة الإيروكوية في المنطقة، بما في ذلك شعب الإيروكوي المنحدر من سان لورانس وشعب الإيري وغيرهم.
على السهول العظمى، اعتمدت شعوب الكري أو النهيلاو (الذين تحدثوا لغة وثيقة الصلة باللغة الألغونكوية الوسطى، وهي لغة الكري السهلية) على قطعان البيسون (الثور الأمريكي) الكبيرة لتأمين الطعام والعديد من الاحتياجات الأخرى. إلى الشمال الغربي، استوطنت الشعوب المتحدثة بلغة النا- ديني، والتي شملت الشعوب الناطقة بالأثاباسكانية وشعب التلينغيت، جزر جنوب ألاسكا وشمال كولومبيا البريطانية. يُعتقد أن لغة النا- ديني مرتبطة باللغات الينيسية في سيبيريا. يمكن أن يمثل شعب الديني المنحدر من غرب القطب الشمالي موجة هجرة استثنائية من آسيا إلى أمريكا الشمالية.
كانت كولومبيا البريطانية الداخلية موطنًا للجماعات المتحدثة بلغة ساليشان مثل شعبي الشوسواب والأوكاناغان والمجموعات المتحدثة بلغة الأثاباسكان الجنوبية، وفي مقدمتها شعبي التاكيل والتشيلكوتين. أوت خلجان ووديان ساحل كولومبيا البريطانية مجموعات سكانية كبيرة مستقلة، مثل شعب الهايدا والكواكيوتل والنوتشانولت، التي استمدت قوتها من سمك السلمون والمحار الوافران في المنطقة. طورت هذه الشعوب ثقافات معقدة اعتمدت على شجر السيدار الأحمر الغربي وشملت بيوتًا خشبية وأدوات بحرية لصيد الحيتان وزوارق حربية وأدوات منحوتة بشكل متقن استُخدمت في احتفاليات البوتلاش وأعمدة الرسوم الطوطمية.
في أرخبيل القطب الشمالي، حل محل شعوب الإسكيمو الأوائل المميزين المعروفين باسم شعوب الدورست، والتي ترجع ثقافتهم إلى نحو 500 قبل الميلاد، أسلاف الإنويت المعاصرين بحلول عام 1500 ميلادي. يُدعم هذا التحول بالسجلات الأثرية وميثولوجيا الإنويت التي تروي طرد التونييت أو «السكان الأوائل». تختلف قوانين الإنويت التقليدية من الناحية الأنثروبولوجية عن القانون الغربي. لم يكن قانون العرف موجودًا في مجتمع الإنويت قبل تطبيق النظام القانوني الكندي.

## الاستكشاف الأوروبي المبكِّر
توضح الآثار التاريخية أن الفايكنج هم أول من وصل إلى الشواطئ الأمريكية، وقبل أن يصلها كولمبوس. وفي عام 1497، جاء دور جون كابوت، وهو إيطالي أرسله ملك إنجلترا هنري السابع لاكتشاف طريق إلى آسيا أقصر من طريق كولمبوس، فاكتشف أماكن على السواحل الكندية غنية بالأسماك، الأمر الذي جعل بعض الأوروبيين يقصدون تلك الشواطئ طلبًا لصيد الأسماك، ثم جاء دور الفرنسي جاك كارتييه، الذي كان من أوائل الذين وصلوا إلى داخل أراضي كندا، حيث وصل إلى موقع مدينة مونتريال الحالية، وسَكَنَ بعد ذلك صائدو الأسماك الفرنسيون السواحل الكندية الشرقية، وأنشأوا تجارة الفراء التي أفادت كندا كثيرًا، وأدت إلى إقامة مستعمرة فرنسية سموها فرنسا الجديدة (1604-1688). وفي هذه الأثناء كان المكتشفون الإنجليز يواصلون جهودهم لاكتشاف طريق مائي لآسيا عَبْر شمالي كندا، وليعزِّزوا من موقف النفوذ البريطاني هناك، الأمر الذي أدى إلى قيام صراع بين المستعمرين الفرنسيين والإنجليز، وصل مداه حينما اندلعت بينهما حروب أربع ما بين عامي 1689 و 1763، انتهت بسيطرة البريطانيين على مستعمرة فرنسا الجديدة، بموجب معاهدة باريس.

## الفتح البريطاني والحكم (1689-1815)
أطلقت بريطانيا على أراضيها التي سيطرت عليها في كندا اسم كويبك، وحكمتها حكمًا كان لغير صالح الكاثوليك من السكان؛ إذ إنها منعتهم من حق الانتخاب، والحق في شغل الوظائف العامة وإلى غير ذلك من الحقوق المدنية، ولكن هذه القوانين سرعان ما عُدّلت بفضل جهود بعض الحكام البريطانيين من أمثال غاي كارلتون، بغرض ضمان ولاء السكان الفرنسيين، الذين كان سوادهم الأعظم من الكاثوليك.
ثمة هجرة أخرى إلى كندا، وبالذات إلى إقليم كويبك في أعقاب انتهاء حرب المستعمرات الأمريكية عام 1775، وكان أولئك المهاجرون من الأمريكيين الموالين لبريطانيا، وأحدثت هجرتهم تلك مشكلات بينهم. ـ وجلهم من البروتستانت ـ وبين سكان المنطقة الكاثوليك. وفي عام 1791، وحلاً لهذه المشكلات أصدرت الحكومة القانون الدستوري الذي قسم منطقة كويبك إلى قسمين هما: كويبك السفلى وهي فرنسية التقاليد والقوانين، وكويبك العليا، وهي إنجليزية التقاليد والقوانين. وهكذا تعزز النفوذ البريطاني في كندا، واتسعت من ثم تجارة الفراء.

## السعي من أجل حكومة مسؤولة (1816- 1867)
تزايدت أعداد المهاجرين إلى كندا في القرن التاسع عشر، وبدأت حركة مطالبة بالحكم الذاتي في أوساط الكنديين خاصة في الأربعينيات من القرن التاسع عشر، ولم يكن أمام بريطانيا إلا منحهم نوعًا من الحكم الذاتي. وفي عام 1867، اتحدت المستعمرات الكندية في اتحاد كونفدرالي، فظهرت للوجود دولة كندا المستقلة، في إطار الكومنولث البريطاني.
كان عدم رضاء الكنديين الفرنسيين يتزايد من جراء تزايد المهاجرين من بريطانيا في تلك الأثناء. وكان ظنهم أن بريطانيا تريد محو التراث والثقافة الفرنسية في كندا، فبدأت الاضطرابات، ووصلت حد الثورة في كندا الفرنسية (كويبك السفلى)، ولكنها أخمدت عام 1837. كما شهدت كويبك العليا ثورة أخرى أخمدت هي أيضًا، ولمعالجة الموقف المتوتر أرسلت الحكومة البريطانية لجنة دَرَمْ لاستقصاء أسباب الاضطرابات، وفي 1839 أوصت اللجنة بضرورة إعطاء كل من جزءي كندا الفرنسي والإنجليزي الحق في معالجة أموره المحلية، كما أوصت باتحادهما، حيث صادق البرلمان البريطاني على تلك الوحدة. ولكن ذلك لم يكن ليوقف حركة المطالبة بالحكم الذاتي في أوساط الكنديين، التي قادها بعض الساسة من الجانبين الإنجليزي والفرنسي، من أمثال روبرت بولدوين، ولويس لافونتين.
بدأ بعض الساسة الكنديين يطالبون في وجه هذه المصاعب السياسية ـ بالرجوع إلى الحكم الفيدرالي. وفي عام 1867 أصدر البرلمان البريطاني قانونه المعروف قانون شمالي أمريكا البريطاني، الذي أنشأ دولة ذات نوع من السيادة في كندا، يحكمها النظام البرلماني البريطاني، حيث تكون بريطانيا مسؤولة عن السياسة الخارجية فيها، ويكون الملك رأسًا لتلك الدولة.

## نمو حكومة كندا (1868- 1913)
تطورت هذه الدولة الكندية اقتصاديًا وصناعيا وزراعيًا، واتسعت لتشمل تسعة أقاليم بعد أن كانت قد بدأت بأربعة فقط، وتوسعت غربًا حيث زادت أراضيها، وازدهر اقتصادها في أوائل القرن العشرين، وتعاقب على حكمها الحزبان الرئيسيان حزب المحافظين التقدميين، وحزب الأحرار، وتم في تلك الفترة إنشاء خط حديدي عبر كندا يتجه للساحل الغربي، كما قامت مشروعات استخراج الطاقة الكهربائية العملاقة.

## الأمة الفتية (1932- 1957)
نالت كندا استقلالها الكامل عن بريطانيا عام 1931. واستمر ازدهارها أثناء الحرب العالمية الثانية وبعدها، فأصبحت بلدًا صناعيًا ذا قوة صناعية، واستخرجت من باطن أراضيها المعادن مثل، الإسبستوس، وخام الحديد، واليورانيوم. وفي الخمسينيات من القرن العشرين تحولت كندا من بلد زراعي إلى بلد صناعي ذي شأن، كما أنها شهدت هجرة متزايدة في الفترة بين عامي 1945-1956 من ألمانيا وإيطاليا ومن بلدان أوروبا التي مزقتها الحرب.
مرت كندا في الستينيات من القرن العشرين بمرحلة اقتصادية حرجة، فتدهورت تجارتها الخارجية، وتزايدت البطالة فيها، وظهرت إلى جانب كل ذلك حركة تذمر في إقليم كويبك عرفت بالثورة الصامتة، كانت تسعى لحفظ حقوق الكنديين الفرنسيين، فأثارت نعرات قومية، ودعوة إلى انفصال كويبك عن باقي كندا، وبدأت هذه الحركة تتبع أساليب عنيفة مثل، مهاجمة مبنى الحكومة الفيدرالية بالقنابل وما شابه ذلك. واستمرت هذه الحركة قوية في السبعينيات من القرن العشرين، واستمر معها ارتفاع الأسعار والأزمة الاقتصادية مما أقلق حكومات كندا المختلفة، كما أن علاقات كندا الخارجية التي شهدت انفراجًا مع الصين والاتحاد السوفييتي (السابق)، بدأت تتأزم في منتصف السبعينيات من القرن العشرين مع الولايات المتحدة بسبب أمرين مهمين هما: لجوء الهاربين من حرب فيتنام إلى كندا، وتلوث البيئة الكندية من جراء الصناعات الأمريكية، والتي أدت إلى تلوث الأنهار والهواء. تحسنت العلاقات بعد ذلك، فوقعت الدولتان اتفاقية في يناير 1988، نصت على إزالة كل الحواجز التجارية والتعريفات الجمركية والقيود على الاستثمارات والتجارة الزراعية والصيرفة بحلول عام 1999، وأصبحت الاتفاقية نافذة في الأول من يناير 1989. ووقعت كندا اتفاقية مماثلة مع الولايات المتحدة الأمريكية والمكسيك أطلق عليها اتفاقية التجارة الحرة لدول أمريكا الشمالية (نافتا)، وأصبحت هذه الاتفاقية سارية منذ عام 1994. وشاركت كندا في حرب الخليج الثانية ضمن تحالف عريض قادته الولايات المتحدة استطاع طرد قوات النظام العراقي من الكويت عام 1991. وكانت المشاركة الكندية هي الأولى منذ مشاركتها في الحرب الكورية عام 1953. وظل أمر كويبك يقلق الحكومة الكندية حتى نوفمبر عام 1995، عندما أجري استفتاء أقرت فيه أغلبية ضئيلة وحدة كندا وعارضت انفصال كويبك.
وفي 25 يونيو 1993 تم اختيار زعيمة الحزب التقدمي المحافظ كيم كامبل لتشغل منصب رئيس الوزراء لتصبح أول سيدة تتولى هذا المنصب. وفي 25 أكتوبر من العام نفسه فاز حزب الأحرار في الانتخابات وأصبح زعيمه جان كريتيان رئيساً للوزراء. وفي يونيو 1997 دعا كريتيان إلى انتخابات مبكرة واستطاع أن يقود حزبه إلى فوز انتخابي جديد، وظل كريتيان رئيساً للوزراء. وفي الأول من أبريل 1999، أعلن عن إنشاء منطقة إقليمية جديدة أطلق عليها اسم ننافوت اقتطعت من المنطقة الشرقية من الأقاليم الشمالية الغربية. وتتيح المنطقة الجديدة حكماً ذاتياً واسعاً للإسكيمو (الإنويت) الذين يمثلون الأكثرية السكانية بالأقاليم.